# Trójkąt tarczowy

Trójkąt tarczowy opisany jako muscular triangle (ang. – trójkąt mięśniowy).

Trójkąt tarczowy (łac. trigonum thyroideum) lub inaczej trójkąt mięśniowy lub trójkąt łopatkowo-tchawiczy – w anatomii człowieka jeden z trójkątów szyi, które obejmuje trójkąt przedni szyi.

## Ograniczenia
- górno-boczne: brzusiec górny mięśnia łopatkowo-gnykowego (venter sup. musculi omohyoidei)
- boczne: mięsień mostkowo-obojczykowo-sutkowy
- przyśrodkowe: mięsień mostkowo-gnykowy

## Zawartość
- tarczyca (część boczna)
- powrózek naczyniowo-nerwowy